# Torneo de Zagreb 2009
El PBZ Zagreb Indoors (Torneo de Zagreb) fue un evento de tenis ATP World Tour de la serie 250, se disputó en Zagreb, Croacia entre el 2 al 8 de febrero.

## Campeones
- Individuales masculinos:  Marin Čilić derrota a  Mario Ančić, 6-3, 6-4.

- Dobles masculinos:  Martin Damm /  Robert Lindstedt derrotan a

 Christopher Kas /  Rogier Wassen, 6–4, 6–3.